# Ene Säinas
Ene Säinas, född 10 juni 1942 i Tallinn i Estland, är en svensk före detta friidrottare (längdhoppare). Hon tävlade för Göteborgs Kvinnliga IK.